# Джалинн
Джалинн (англ. Jalynn, род. 1974, Уоррен, Огайо) — американская порноактриса, лауреатка премии XRCO Award.

## Биография
Родилась в 1974 году в Уоррене, Огайо. Дебютировала в порноиндустрии в 1992 году, в возрасте 18 лет.
Снималась для таких студий, как VCA Pictures, Wicked Pictures, Visual Images, Odyssey, Flame Video, Arrow Productions и других.
В 1993 году получила XRCO Award в номинации «лучшая групповая сцена» за роль в фильме Slave to Love (вместе с Бриттани О’Коннелл, Шоном Майклсом, Китти Юнг, Питером Нортом, Сьеррой, Рэнди Спирсом, Беатрис Валле и T. T. Boy).
Ушла из индустрии в 1995 году, снявшись в 32 фильмах.

## Награды
| Год  | Награда    | Категория              | Работа        | Результат |
| ---- | ---------- | ---------------------- | ------------- | --------- |
| 1993 | XRCO Award | Лучшая групповая сцена | Slave to Love | Победа    |

## Избранная фильмография
- Slave to Love